# فيلي مارتينز
فيلي مارتينز (بالإسبانية: Fele Martínez)‏ (و. 1975  م) هو ممثل مسرحي، وممثل أفلام إسباني، ولد في أليكانتي.

## وصلات خارجية
- فيلي مارتينز على موقع IMDb (الإنجليزية)
- فيلي مارتينز على موقع قاعدة بيانات الأفلام العربية
- فيلي مارتينز على موقع ألو سيني (الفرنسية)
- فيلي مارتينز على موقع أول موفي (الإنجليزية)
- فيلي مارتينز على موقع قاعدة بيانات الأفلام السويدية (السويدية)
- فيلي مارتينز على موقع ديسكوغز (الإنجليزية)
- فيلي مارتينز على موقع قاعدة بيانات الفيلم (الإنجليزية)
- فيلي مارتينز على موقع كينوبويسك (الروسية)